# Sempra Energy
Sempra Energy est une société américaine spécialisée dans le transport de gaz naturel et son utilisation dans la production d'énergie thermique.

## Histoire
En août 2017, Sempra Energy annonce l'acquisition de Oncor pour 9,45 milliards de dollars, à la suite de l'abandon de Berkshire Hathaway et de l'opposition d'Elliott Management.
En septembre 2019, Sempra Energy annonce la vente de ses activités au Pérou à China Yangtze Power pour 3,59 milliards de dollars. En octobre 2019, Sempra Energy est en négociation pour la vente de ses activités au Chili à China's State Grid pour 3 milliards de dollars.
En décembre 2020, Sempra Energy annonce l'acquisition de la participation qu'il ne détient pas dans sa filiale au Mexique, IEnova, pour 6,13 milliards de dollars.